# فرديناند برونتيير
فرديناند برونُتيير، (بالفرنسية: Ferdinand Brunetière) ولد في مدينة طولون (1849 وتوفي في 9 ديسمبر 1906). هو، ناقد فرنسيّ، عمل في سلك التدريس في مدرسة المعلّمين العليا في مدينة باريس ثمّ أكمل دراسته في جامعة السوربون ابتداءً من عام 1886. وقد عرف برونُتيير بكونه أحد النقّاد المختصّين بكتابة تاريخ الأدب وتاريخ النقد.

## مؤلّفاته
- كتاب «حديث النضال».
- كتاب «على دروب الإيمان».
- كتاب «تطور النقد».[10]

وفي تاريخه الأدبيّ وفي كتاباته النقديّة، أولى أهمّيّة كبيرة لتأثير حياة الكاتب الشخصيّة وبياناته الاجتماعيّة على الكتابة. لقد اعتبر الأنواع الأدبيّة مثل الأنواع الحيّة التي تخضع لمؤثّرات الحياة، ولذلك طبّق في دراسته للأعمال الأدبيّة مبدأ داروين في نظريّة الارتقاء والتطوّر.
ساهم برونُتيير في تحرير «مجلّة العالَمَين» La Revue des Deux Mondes وتوّلى رئاسة تحريرها في 1893، وكان لهذه المجلّة تأثير قويّ على الحياة السياسيّة الفرنسيّة خلال القرن التاسع عشر، بالإضافة إلى توجّهها الأدبيّ الذي دعمه كتّاب مثل ستندال، وشاتوبريان (Chateaubriand)، ومريميه (Mérimée )، ولوتي(Loti)، وروستاند (Rostand).
وفي نهاية حياته (1900)، اعتنق برونيتييه الكاثوليكيّة بسبب شغفه بالقرن السابع عشر، بالإضافة إلى عوامل اجتماعيّة وسياسيّة أخرى لعبت دورًا في ذلك. وقد ألّف كتاب "خطاب النضال" (1899-1903) حول هذا التحوّل. «ثمّ كتاب «في طرق الإيمان» عام 1904.
تمّ انتخابه للأكاديميّة في 8 يونيو 1893، في الجولة الأولى ضدّ إميل زولا، ليحلّ محلّ جون ليموين، وتمّ استقبال السيّد برونيتير في 15 فبراير 1894 من قبل بول غابرييل دوسونفيل.

## الخطابات والأعمال الأكاديمية
خطاب الاستقبال الذي ألقاه فرديناند برونيتير، ١٥ فبراير 1894.
تدشين تمثال يواكيم دو بيلاي في أنسينيس، ٢ سبتمبر 1894.
الرد على خطاب الاستقبال الذي ألقاه هنري هوساي، 12 ديسمبر 1895.
جنازة السيد إدوارد باليرون، 22 أبريل 1899.
تقرير ثمن الفضيلة 1899، 23 نوفمبر 1899.
الرد على خطاب استقبال بول هيرفيو، 21 يونيو 1900.

## أعماله
دراسات نقديّة حول تاريخ الأدب الفرنسيّ (8 مجلّدات، 1880–1907).
لو رومان ناتوراليست (1883).
التاريخ والأدب (3 مجلدات، 1884).
أسئلة النقد (1888).
أسئلة جديدة للنقد (1890).
تطوّر النقد (1890).
تطوّر الأنواع في تاريخ الأدب (مجلدان، 1890).
عصر المسرح الفرنسيّ (مجلدان، 1891-1892).